# Supercoppa d'Europa 1984-1985 (hockey su pista)
La Supercoppa d'Europa 1984-1985 è stata la 5ª edizione dell'omonima competizione europea di hockey su pista. Alla manifestazione hanno partecipato gli spagnoli del Barcellona, vincitore della Coppa dei Campioni 1983-1984, e i connazionali del Reus Deportiu, vincitore della Coppa delle Coppe 1983-1984.
A conquistare il trofeo è stato il Barcellona al quinto successo nella sua storia.

## Squadre partecipanti
| Club          | Qualificazione                     | Partecipazioni precedenti (il grassetto indica la vittoria) |
| ------------- | ---------------------------------- | ----------------------------------------------------------- |
| Barcellona    | Detentore della Coppa dei Campioni | 1980-1981, 1981-1982, 1982-1983, 1983-1984                  |
| Reus Deportiu | Detentore della Coppa delle Coppe  | Esordiente                                                  |

## Risultati
| Squadra 1     | Totale | Squadra 2  | Andata | Ritorno |
| ------------- | ------ | ---------- | ------ | ------- |
| Reus Deportiu | 2 - 12 | Barcellona | 1 – 2  | 1 – 10  |

| Reus 17 gennaio 1985 Finale di andata | Reus Deportiu | 1 – 2 | Barcellona |  |

| Barcellona 21 febbraio 1985 Finale di ritorno | Barcellona | 10 – 1 | Reus Deportiu | Palau Blaugrana |